# Margeir Pétursson
Pour les articles homonymes, voir Pétursson.
Margeir Pétursson est un joueur d'échecs islandais né le 15 février 1960 à Reykjavik. Grand maître international après sa victoire au tournoi d'échecs d'Hastings en 1985-1986, il a remporté le championnat d'Islande en 1986 et 1987. Il a représenté l'Islande lors de onze olympiades consécutives de 1976 à 1996, occupant le premier échiquier en 1996, ainsi que lors du championnat du monde d'échecs par équipe de 1993 (l'Islande finit cinquième).

## Tournois interzonaux
En 1985, Pétursson remporta le tournoi zonal de Gausdal et se qualifia pour le tournoi interzonal de Bienne où il finit quatorzième avec sept points sur 17.
En 1989, il finit deuxième du tournoi zonal de Espoo et se qualifia pour le tournoi interzonal de 1990 à Manille où il marqua six points sur treize.

## Palmarès
Pétursson  a remporté les tournois de :
- Hamar 1979 et 1984
- Bela Crkva 1982
- Gausdal 1983, 1985 (tournoi zonal), 1986 et 1987
- Smederevska Palanka 1984
- Tournoi de Hastings 1985-1986
- Tórshavn 1987
- L'open de Lugano 1988 (ex æquo avec Viktor Kortchnoï, 8 points sur 9, devant Hübner, Miles, Lautier, Short, Seirawan, Nunn, Sax, Piket, E. Torre, Hort, Sax, Nikolic, etc.)
- San Bernardino 1990
- Aoste 1990
- Vienne 1990
- Garðabær 1991
- Saint-Marin 1991
- Aarhus 1993
- Valby 1994
- Copenhague 1995 (tournoi K41)